# Vítězové cen na MFF Karlovy Vary 2007
Vítězové cen na Karlovy Vary International Film Festival 2007

## Grand Prix –Křišťálovýglobus
- Jar City(Mýrin)
  - režisér Baltasar Kormákur
  - Island, Německo, 2006, finanční ocenění se dělí rovným dílem režisérovi a producentovi filmu.

## Zvláštní cena poroty
- Šťastné Míle (Lucky Miles)
  - režisér Michael James Rowland
  - Austrálie, 2007

## Cena za nejlepší režii
- Bård Breien
  - za film Kurz negativního myšlení (Kunsten å tenke negativt)
  - Norsko, 2006

## Nejlepší ženský herecký výkon
- Elvira Mínguez
  - za roli ve filmu Pudor (Pudor)
  - Španělsko, 2007

## Nejlepší mužský herecký výkon
- Sergej Puskepalis
  - za roli ve filmu Prosté věci (Prostyje vešči)
  - Rusko, 2006

## Zvláštní ocenění poroty
- Leonid Bronevoy za roli ve filmu Prosté věci (Prostyje vešči)
  - Rusko, 2006
- Zdeněk Svěrák za scénář k filmu Vratné lahve
  - Česko, Velká Británie, Dánsko, 2007

## Porota
- Peter Barta - předseda poroty, Spojené státy americké
- Karl Baumgartner, Německo
- Jean-Luc Bideau, Švýcarsko, Francie
- Nandita Das, Indie
- Daniele Gaglianone, Itálie
- Arsinée Khanjian, Kanada
- David Ondříček, Česko

## Oceněné filmy v sekci dokumentů
Nejlepší dokumentární film do 30 minut
- Artěl (Artěl)
  - režisér Sergej Loznica
  - Rusko, 2006

Nejlepší dokumentární film nad 30 minut
- Ztracená dovolená
  - režisérka Lucie Králová
  - Česko, 2007

Zvláštní ocenění poroty za film pod 30 minut
- Theodore (Teodors)
  - režisérka Laila Pakalnina
  - Lotyšsko, 2006

Zvláštní ocenění poroty za film nad 30 minut
- Problém s komáry a jiné příběhy (Problemat s komarite i drugi istorii)
  - režisér Andrey Paounov
  - Bulharsko, 2007

Porota dokumentů
- Dimitri Eipides – předseda, Řecko
- Anna Buccheti, Itálie
- Anchalee Chaiworaporn, Thajsko
- Manuel Grosso Madrid, Španělsko
- Marko Škop, Slovensko

## Na východ od Západu – Oceněné filmy
Na východ od Západu
- Armin (Armin)
  - režisér Ognjen Sviličić
  - Chorvatsko, Německo, Bosna a Hercegovina, 2007

Zvláštní ocenění
- Třída (Klass)
  - režisér Ilmar Raag
  - Estonsko, 2007

Porota sekce Na východ od Západu
- Stefan Laudyn – předseda, Polsko
- Andreas Horvath, Rakousko
- Marta Nováková, Česko
- Alissa Simon, USA
- Ivan Shvedoff, Rusko

## Cena diváků
- Vratné lahve
  - režisér Jan Svěrák
  - Česko, Velká Británie, Dánsko, 2007

## Speciální Křišťálový glóbus
(za mimořádný umělecký přínos světové kinematografii)
- Danny DeVito, Spojené státy americké
- Břetislav Pojar, Česko

## Cena Mezinárodní filmové kritiky (FIPRESCI)
- Prosté věci (Prostyje vešči)
  - režisér Alexei Popogrebsky
  - Rusko, 2006

## Europa Cinamas Label
- Třída (Klass)
  - režisér Ilmar Raag
  - Estonsko, 2007